# Koriten, Dobrici
Koriten (în bulgară Коритен, în română Hardali) este un sat în comuna Krușari, regiunea Dobrici, Dobrogea de Sud, Bulgaria. 
Între anii 1913-1940 a făcut parte din plasa Ezibei a județului Caliacra, România.

## Demografie
Componența etnică a satului Koriten
     Turci (66,4%)
     Bulgari (32,81%)
     Nicio identificare (0,77%)
     Altele (0%)
La recensământul din 2011, populația satului Koriten era de 259 locuitori. Din punct de vedere etnic, majoritatea locuitorilor (66,4%) erau turci, cu o minoritate de bulgari (32,81%). Pentru 0,77% din locuitori nu este cunoscută apartenența etnică.